# Деккер, Андреас
Андреас Деккер (нем. Andreas Decker; род. 19 августа 1952, Цвиккау, Хемниц) — немецкий гребец, выступавший за сборную ГДР по академической гребле в 1970-х годах. Двукратный олимпийский чемпион, четырёхкратный чемпион мира, победитель многих регат национального и международного значения.

## Биография
Андреас Деккер родился 19 августа 1952 года в городе Цвиккау, ГДР, детство провёл в коммуне Лихтентанне. Проходил подготовку в Лейпциге в местном спортивном клубе DHfK.
Первого серьёзного успеха на взрослом международном уровне добился в сезоне 1973 года, когда вошёл в основной состав восточногерманской национальной сборной и выступил на чемпионате Европы в Москве, где одержал победу в распашных рулевых восьмёрках.
В 1974 году в безрульных четвёрках одержал победу на чемпионате мира в Люцерне. Год спустя на аналогичных соревнованиях в Ноттингеме повторил это достижение в той же дисциплине.
Благодаря череде удачных выступлений удостоился права защищать честь страны на летних Олимпийских играх 1976 года в Монреале — совместно с партнёрами Зигфридом Брицке, Штефаном Земмлером и Вольфгангом Магером занял первое место в безрульных четвёрках и тем самым завоевал золотую олимпийскую медаль.
После монреальской Олимпиады Деккер остался в составе гребной команды ГДР и продолжил принимать участие в крупнейших международных регатах. Так, в 1977 году он победил в безрульных четвёрках на чемпионате мира в Амстердаме.
В 1978 году побывал на мировом первенстве в Карапиро, откуда привёз награду серебряного достоинства, выигранную в зачёте безрульных четвёрок — уступил в финале только экипажу из СССР.
На чемпионате мира 1979 года в Бледе вновь одержал победу в безрульных четвёрках, став таким образом четырёхкратным чемпионом мира по академической гребле.
Находясь в числе лидеров восточногерманской национальной сборной, благополучно прошёл отбор на Олимпийские игры 1980 года в Москве — в составе экипажа, куда также вошли гребцы Зигфрид Брицке, Штефан Земмлер и Юрген Тиле вновь завоевал золотую медаль в программе безрульных четвёрок.
За выдающиеся спортивные достижения награждался орденом «За заслуги перед Отечеством» в бронзе (1974), серебре (1976) и золоте (1980).
Впоследствии проявил себя как спортивный функционер. После объединения Германии вплоть до 1998 года занимал должность президента Саксонской государственной спортивной ассоциации.